# Miracle de la llum

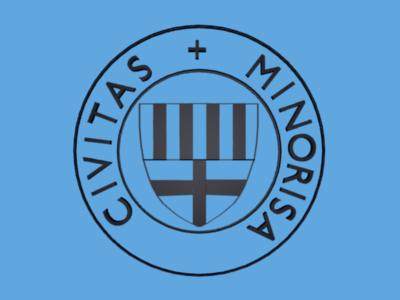
Segell emprat per l'Ajuntament de Manresa

El misteri de la llum tradició manresana que explica com una misteriosa llum provinent de Montserrat va irrompre pels vitralls de l'antiga església del Carme el 21 de febrer de 1345, fent que així es posés fi a l'entredit que passava sobre la ciutat que havia estat excomunicada pel bisbe de Vic a causa del pas de la séquia de Manresa per terres del bisbat. La séquia canalitzà aigua del Llobregat des de Balsareny fins a Manresa i així es va acabar l'escassetat d'aigua que patia la ciutat.

## Història
El 1339 els consellers de la ciutat van decidir que s'havia de fer una séquia que portés aigua del Llobregat a la ciutat per poder assegurar les collites, bo i fent que aquestes no depenguessin de la pluja. Depassant les possibilitats de la ciutat, varen demanar ajuda al rei i l'obtingueren el 23 d'agost de 1339, quan Pere III concedia el permís de realització de la séquia juntament amb una rebaixa d'impostos per afavorir-ne la construcció. Així, el mateix any 1339 es decideix el seu traçat i comencen els treballs d'anivellament. L'obra s'encarregà el barceloní Guillem Catà i els germans Simó i Pere de Rodener.
Els primers plets venen del bisbe de Vic i dels habitants de Santpedor que es neguen a pagar impostos per la construcció. Segurament a final de l'any 1340, el bisbe de Vic, Galcerà Sacosta, com a senyor jurisdiccional del terme i parròquia de Sallent, es va oposar a què la séquia passés pel seu municipi i que a més provoqués una baixada de cabal al pas del Llobregat per Sallent.
Després d'un any de negociacions i discussions, arriba l'excomunió del bisbe als obrers i consellers de Manresa, comportant la suspensió de la realització de tots els sagraments i de tota la litúrgia en el territori de la ciutat. Malgrat tot, els obrers de la séquia continuaren treballant en la construcció del canal. Així, sabem que l'any 1344 s'estava treballant en la construcció del pont del Vilar, al terme de Sallent.
El conflicte amb el bisbe va durar fins a l'any 1345 i només es va poder solucionar quan, un cop mort el bisbe Galcerà Sacosta, el seu successor, Miquel de Ricomà, va tenir una actitud més dialogant i va acceptar les compensacions que li oferia la ciutat.

## La tradició
Segons la tradició, però, el final del conflicte fou degut al Misteri de la Misteriosa Llum: una llum resplendent va arribar, provinent de la muntanya de Montserrat, fins a l'església del Carme, on va entrar per una finestra de la façana principal, al mateix temps que les campanes començaren a tocar soles. Un cop a dins es va situar sota la clau de volta de l'absis central dividint-se en tres rajos de llum que es repartiren entre l'absis, la capella de la Santíssima Trinitat i la de Sant Salvador. Després, es van tornar a reunir en un de sol que sortí de l'església en direcció una altra vegada cap a Montserrat.
L'explicació d'aquest fet és ben clara: davant del conflicte entre la ciutat de Manresa i el bisbe de Vic, Déu es posava de costat de la ciutat de Manresa. Per això, un cop el bisbe va conèixer l'existència d'aquest miracle, es penedí de la seva actitud i volgué rectificar-la, però no va ser-hi a temps perquè, com ja hem comentat, es va morir ben aviat, el dia 5 d'abril de 1345. Per aquesta raó, també, el nou bisbe Miquel de Ricomà, que va prendre possessió del bisbat el 12 de maig del mateix 1345, s'afanyà a aixecar l'entredit i a solucionar el conflicte.
La finalització definitiva d'aquest conflicte vingué amb la redacció, aprovació i signatura dels capítols i condicions de la concòrdia entre el bisbe i la ciutat, signatura que tingué lloc el dia 19 de novembre de 1345 a Vic.
L'any 2001 l'Orfeó Manresà en feu un musical, amb música de Manel Camp i direcció de Teti Canal. El 2006 es representà al Gran Teatre del Liceu.

## El Misteri
Cap a mitjans del segle xiv Manresa patia una època de sequera que feia que les collites no fossin suficients per abastir la ciutat, empobrint i matant de fam als ciutadans.
Per poder pal·liar la falta d'aigua els consellers manresans van decidir anar a demanar al rei Pere III que els concedís la construcció d'una séquia que portés aigua del riu Llobregat. Així les obres es van iniciar immediatament.
Però quan les obres passaven pel terme de Sallent, el Bisbe de Vic, Galceran Sacosta, es va oposar que la séquia passés per aquelles terres al·legant que eren propietat de l'Església. Això va comportar tot un seguit de negociacions i discussions que va acabant amb l'excomunió de la ciutat. El conflicte però, es va solucionar amb la mort del bisbe Sacosta el 1345, sent substituït per un de més dialogant, Miquel de Ricomar, i que va acabar per acceptar les compensacions de la ciutat.
Diu la tradició però, que aquest canvi es va produir gràcies a una llum que va aparèixer, procedent de Montserrat, i que va travessar els vitralls de l'Església de Carme il·luminant l'altar de la Santíssima Trinitat, la qual cosa es va interpretar com un senyal diví. Així, el bisbe Sacosta hauria acceptat llavors la represa de les obres de construcció de la séquia, finalitzada el 1382, i que encara avui abasteix d'aigua als manresans.

## Fira de l'Aixada

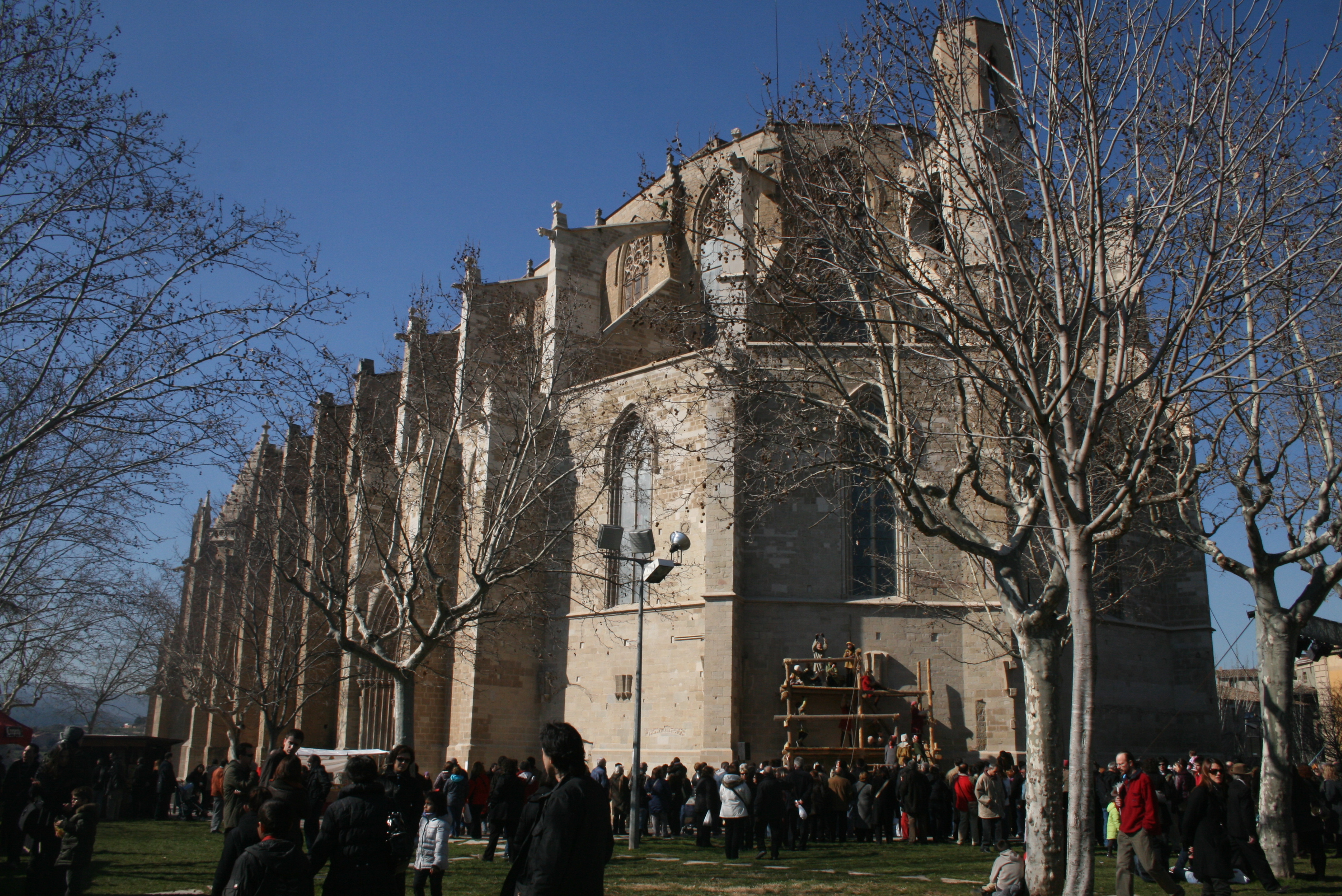
Un espectacle a l'exterior de la Seu de Manresa en el context de la Fira de l'aixada, 2009

El 1997 es va començar a celebrar a Manresa la fira de l'Aixada emmarcada dins les festes de la Llum. És una fira amb caires medievals que té com a fil conductor la gran sequera que va assolir a la ciutat en temps del Rei Pere III, el gran benefactor, i els fets que varen portar a la construcció de la séquia allà pel segle xiv.
Els carrers del nucli antic s'ambienten de l'època amb ambientació, diverses i nombroses parades de venda d'aliments, objectes... i llocs on s'ensenya un antic ofici, tothom vesteix "adequadament".
Durant el transcurs dels dos dies són nombrosos els espectacles d'escenari o de carrer, ambientacions. tot amb un ambient de participació (joglars, representació de fets històrics, balls de zíngares, tornejos medievals amb cavalls, construcció de les esglésies gòtiques de la ciutat, canvis de la Guàrdia local, representació de la Vinguda de la Llum... repartits en diferents espais i als carrers (cada espectacle) està marcat, menys les ambientacions itinerants i els dos punts més emblemàtics són l'arribada del bisbe el dissabte i el diumenge amb diferents representacions, ja que el diumenge havien excomunicat Manresa; i la vinguda també els dos dies del rei. El bisbe a la Seu i el rei a l'ajuntament. Les dates en les quals se celebra és sempre el cap de setmana posterior al 21 de febrer (Dia de la Llum).
Aigua i Llum són els símbols d'aquesta festa que els darrers anys ha reviscut de manera impressionant amb l'organització de la Fira de l'Aixada (mercat medieval), que transforma els carrers del nucli antic en una ciutadella medieval. La festa culmina amb la projecció d'un raig làser que travessa la rosassa de l'Església del Carme i que fa reviure un dels mites que més identifiquen la ciutat.